# Spišské Podhradie
Spišské Podhradie (em húngaro: Szepesváralja; alemão: Kirchdrauf; polonês/polaco: Spiskie Podgrodzie) é uma cidade da Eslováquia, situada no distrito de Levoča, na região de Prešov. Tem 24,94 km² de área e sua população em 2018 foi estimada em 4.013 habitantes.

## Demografia
| Ano:        | 1994 | 2004   | 2014   | 2024   |
| ----------- | ---- | ------ | ------ | ------ |
| Broj ljudi: | 3665 | 3872   | 4035   | 3730   |
| Razlika:    |      | +5,64% | +4,20% | -7,55% |

| Ano:               | 2023 | 2024   |
| ------------------ | ---- | ------ |
| Número de pessoas: | 3754 | 3730   |
| Diferença:         |      | -0,63% |